# A Collection of Beatles Oldies
A Collection of Beatles Oldies (podtytuł But Goldies!) – kompilacyjny album zespołu The Beatles, zawierający nagrania z singli zespołu wydanych w latach 1963–1966. Album został wydany w Wielkiej Brytanii i Australii w wersji mono (nr kat. PMC 7016) i stereo (PCS 7016)

## Historia
Powodem wydania pierwszej w historii zespołu The Beatles kompilacji był fakt, iż wytwórnia EMI nie miała przygotowanych żadnych jego nowych nagrań, żeby móc je wydać przed świętami Bożego Narodzenia, co miała zwyczaj czynić w latach poprzednich; 6 grudnia rozpoczęła się dopiero sesja nagraniowa albumu Sgt. Pepper’s Lonely Hearts Club Band.
Jedynym nowym nagraniem był cover Larry’ego Williamsa „Bad Boy”, niewydany dotąd na żadnym albumie The Beatles w Wielkiej Brytanii, ale wydany już w USA przez Capitol Records na albumie Beatles VI.
Kompilacja A Collection of Beatles Oldies była pierwszym albumem The Beatles, któremu nie udało się osiągnąć pozycji nr 1 na liście najlepiej sprzedawanych albumów w Wielkiej Brytanii; album zadebiutował 14 grudnia na pozycji 7. by potem zająć pozycję 6., którą zajmował przez 10 tygodni. Powodem takiego stanu rzeczy był zapewne fakt, iż wszystkie nagrania, oprócz „Bad Boy”, zostały już wcześniej wydane na rynku brytyjskim, bądź jako single bądź na albumach. 13 piosenek zawartych na A Collection of Beatles Oldies pochodziło z 11 singli, z których każdy sprzedał się w ponad milionowym nakładzie; 6 z tych singli osiągnęło status Złotej Płyty w Wielkiej Brytanii (stąd podtytuł: but Goldies – ale złote).
6 piosenek zawartych na A Collection of Beatles Oldies („From Me To You”, „We Can Work It Out”, „I Feel Fine”, „Day Tripper”, „Paperback Writer” i „I Want To Hold Your Hand”) miało swój debiut albumowy (wcześniej zostały wydane tylko jako single) i stereofoniczny; niektóre mixy stereo zrobiono specjalnie dla potrzeb kompilacji. Piosenka"She Loves You” również miała swój debiut albumowy, ale jej mix stereo jest wtórny, ponieważ oryginalna taśma zaginęła.
Przednia strona okładki to ilustracja Davida Christiana „Carnaby Street”, natomiast tylną stronę stanowi zwykła fotografia zespołu z ok. 1966, autorstwa Roberta Whitakera. 
Kiedy nadeszła era płyt CD kompilacja A Collection of Beatles Oldies nie została wydana w tej wersji, ponieważ wszystkie zawarte na niej nagrania znalazły się na kompilacji Past Masters. A Collection of Beatles Oldies była jak dotąd najdłuższym wydawnictwem The Beatles - trwała ok. 40 min.

## Lista utworów
Lista według AllMusic. Wszystkie utwory, o ile nie zaznaczono inaczej, napisali  John Lennon i Paul McCartney:
Strona pierwsza:
| 1. | „She Loves You”      | 2:19  |
|    |                      |       |
| 2. | „From Me to You”     | 1:54  |
|    |                      |       |
| 3. | „We Can Work It Out” | 2:11  |
|    |                      |       |
| 4. | „Help!”              | 2:18  |
|    |                      |       |
| 5. | „Michelle”           | 2:40  |
|    |                      |       |
| 6. | „Yesterday”          | 2:03  |
|    |                      |       |
| 7. | „I Feel Fine”        | 2:21  |
|    |                      |       |
| 8. | „Yellow Submarine”   | 2:36  |
|    |                      |       |
|    |                      | 18:22 |
|    |                      |       |
Strona druga:
| 1. | „Can't Buy Me Love”        | 2:08  |
|    |                            |       |
| 2. | „Bad Boy” (Larry Williams) | 2:18  |
|    |                            |       |
| 3. | „Day Tripper”              | 2:49  |
|    |                            |       |
| 4. | „A Hard Day’s Night”       | 2:31  |
|    |                            |       |
| 5. | „Ticket to Ride”           | 3:01  |
|    |                            |       |
| 6. | „Paperback Writer”         | 2:15  |
|    |                            |       |
| 7. | „Eleanor Rigby”            | 2:02  |
|    |                            |       |
| 8. | „I Want to Hold Your Hand” | 2:26  |
|    |                            |       |
|    |                            | 19:30 |
|    |                            |       |